# Pennsylvania Avenue

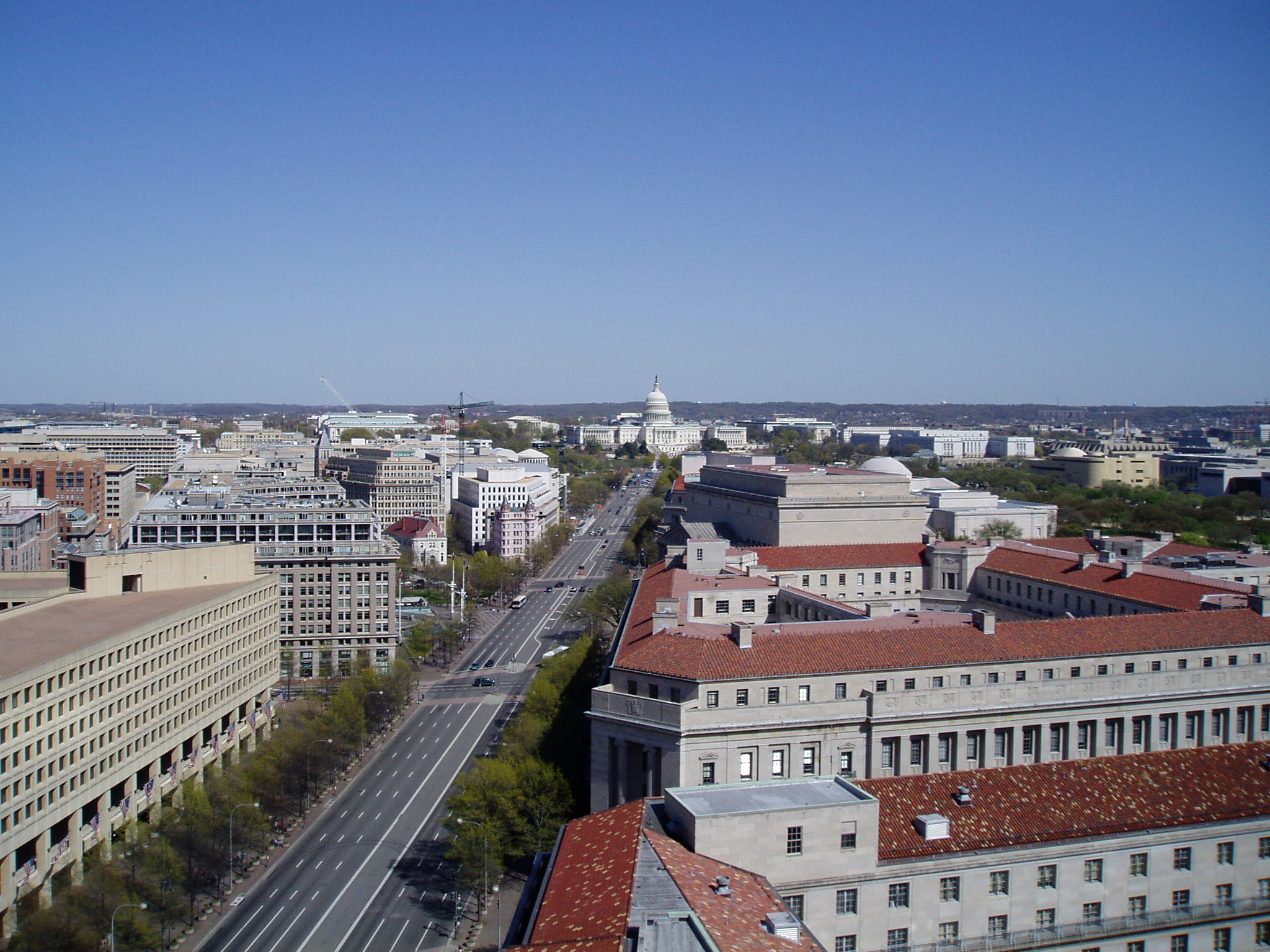
Pennsylvania Avenue

Die Pennsylvania Avenue ist neben der Mall die bekannteste Straße in Washington, D.C., der Hauptstadt der Vereinigten Staaten. Ein Teil der Pennsylvania Avenue ist seit 1966 eine National Historic Site.
Das vom französischen Architekten Pierre L’Enfant geplante Straßennetz der Stadt besteht, wie in den meisten nordamerikanischen Städten, aus einem regelmäßigen, rechtwinkligen Raster. Dieses wird in Washington jedoch durch große Diagonalen überlagert. Diese Diagonalachsen sind fast ausschließlich nach Bundesstaaten der USA benannt.
Die Pennsylvania Avenue verläuft auf einer Länge von rund 11 Kilometern weitgehend geradlinig durch die Stadt. Sie beginnt im Nordwesten (Georgetown) an der Brücke über den Rock Creek, verläuft über den Washington Circus zum Weißen Haus, von dort zum Kapitol, überquert mittels der John Philipp Sousa Memorial Bridge den Anacostia River und erreicht nach wenigen Kilometern die Stadtgrenze zum Bundesstaat Maryland.
Die Straße verbindet die beiden wichtigsten Regierungsgebäude der USA, das Weiße Haus als Sitz des US-Präsidenten und das Kapitol als Sitz der beiden Parlamentskammern (Kongress der Vereinigten Staaten), die beide mitten auf der Sichtachse stehen. Zwischen diesen beiden Symbolen für die Verfassungsgewalten Exekutive und Legislative stehen entlang der Straße zahlreiche weitere Regierungsgebäude. Besonders der Abschnitt von der 6th bis zur 15th Street, wo die Straße die Nordgrenze des Federal Triangle darstellt, ist von solchen gesäumt.
Das Weiße Haus trägt die Hausnummer 1600. Die Adresse 1600 Pennsylvania Avenue wird auch als Metonym für das Weiße Haus gebraucht, ähnlich wie die Adresse Downing Street No. 10 für den Sitz des britischen Premierministers, Quai d’Orsay für das französische Außenministerium oder Wilhelmstraße für die Regierungen des Deutschen Reiches bis 1945. Das Weiße Haus steht auf dem Schnittpunkt der Achsen der Pennsylvania und der New York Avenue.
Am 30. September 1965 wurde ein Teil der Pennsylvania Avenue zur National Historic Site erklärt. Am 15. Oktober 1966 wurde die Pennsylvania Avenue National Historic Site in das National Register of Historic Places aufgenommen.
Die Straße war eine der ersten Durchgangsstraßen der Stadt. Viele offizielle Paraden und unzählige Protestumzüge werden jedes Jahr entlang dieser Straße abgehalten, z. B. am 24. März 2018 die nationale Hauptveranstaltung des March for Our Lives.
Nach dem Bombenanschlag auf das Murrah Federal Building in Oklahoma City im Jahr 1995 wurden Teile der Straße in der Nähe des Weißen Hauses für den Straßenverkehr gesperrt, nach den Terroranschlägen am 11. September 2001 wurde die Sperrung dauerhaft.

## Sehenswürdigkeiten
Folgende Sehenswürdigkeiten und Gebäude befinden sich an der Straße:
| Name                                                  | Bild | Beschreibung |
| ----------------------------------------------------- | ---- | --- |
| John Philip Sousa Bridge                              |      | Die John Philip Sousa Bridge, auch bekannt als Sousa Bridge und Pennsylvania Avenue Bridge, ist eine durchgehende Stahlblechträgerbrücke, die die Pennsylvania Avenue SE über den Anacostia River führt. Die Brücke ist nach dem berühmten Dirigenten und Komponisten der United States Marine Band, John Philip Sousa, benannt, der in der Nähe des nordwestlichen Endpunkts der Brücke aufwuchs. |
| Barney Circle                                         |      | Barney Circle ist ein kleines Wohnviertel zwischen dem Westufer des Anacostia River und dem östlichen Rand des Capitol Hill im Südosten von Washington, D.C. |
| Kapitol der Vereinigten Staaten                       |      | Sitz des Kongresses (Senat und Repräsentantenhaus) |
| Peace Monument                                        |      | Denkmal |
| National Gallery of Art                               |      | Kunstmuseum |
| John Marshall Park                                    |      | Park, benannt nach John Marshall |
| Kanadische Botschaft                                  |      | Botschaft von Kanada |
| Newseum                                               |      | Museum |
| Federal Trade Commission Building                     |      | Sitz der Federal Trade Commission |
| National Archives Building                            |      | Sitz des National Archives and Records Administration |
| United States Navy Memorial                           |      | Gedenkstätte |
| J. Edgar Hoover FBI Building                          |      | Sitz des Federal Bureau of Investigation |
| Robert F. Kennedy Building                            |      | Sitz des Justizministerium der Vereinigten Staaten |
| 1001 Pennsylvania Avenue                              |      | Sitz der Carlyle Group |
| Old Post Office Pavilion                              |      | Luxushotel Trump International Hotel Washington, D.C. |
| Ronald Reagan Building and International Trade Center |      | Sitz des United States Customs and Border Protection, der United States Agency for International Development, und der Woodrow Wilson International Center for Scholars |
| John A. Wilson Building                               |      | |
| Freedom Plaza                                         |      | Platz |
| National World War I Memorial                         |      | Nationale Gedenkstätte zum Gedenken an die Verdienste der Angehörigen der US-Streitkräfte im Ersten Weltkrieg. |
| Treasury Building                                     |      | Sitz des Finanzministerium der Vereinigten Staaten |
| Weißes Haus                                           |      | Sitz des Präsidenten der Vereinigten Staaten |
| Lafayette Square                                      |      | Park im President’s Park |
| Blair House                                           |      | offizielle Gästehaus des US-Präsidenten |
| Renwick Gallery                                       |      | |
| Weltbank                                              |      | Sitz der Weltbank |
| Mexikanische Botschaft                                |      | Botschaft von Mexiko |
| George Washington University                          |      | Universität |
| Internationale Finanz-Corporation                     |      | Sitz der Internationalen Finanz-Corporation |
| Washington Circle                                     |      | Kreisverkehr |
| Spanische Botschaft                                   |      | Botschaft von Spanien |
| Rock Creek Park                                       |      | Park |
| Georgetown                                            |      | Stadtteil |